# Abietinaria rigida
Abietinaria rigida är en nässeldjursart som beskrevs av John Fraser 1911. Abietinaria rigida ingår i släktet Abietinaria och familjen Sertulariidae. Inga underarter finns listade i Catalogue of Life.